# Piast Gliwice

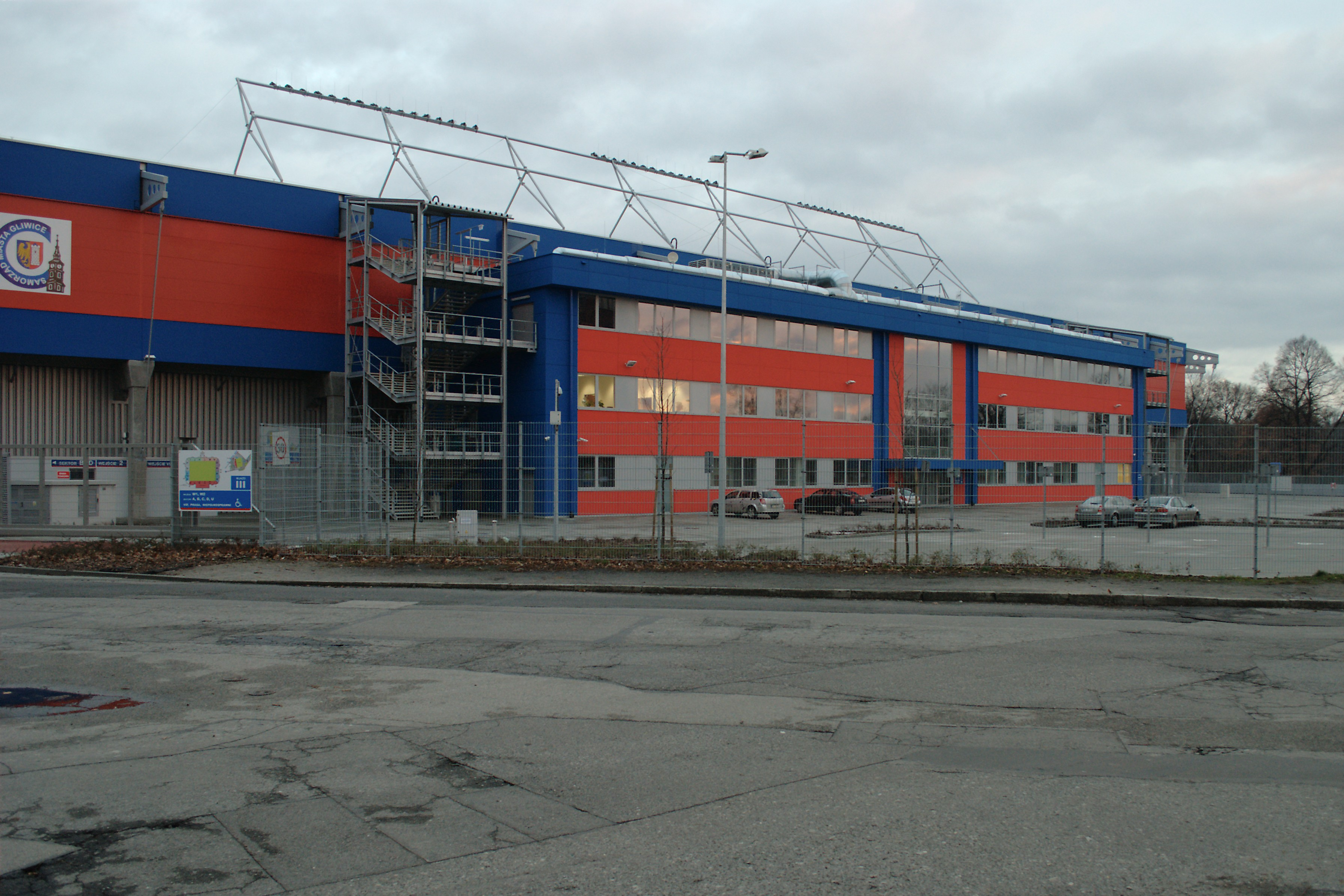
Městský stadion

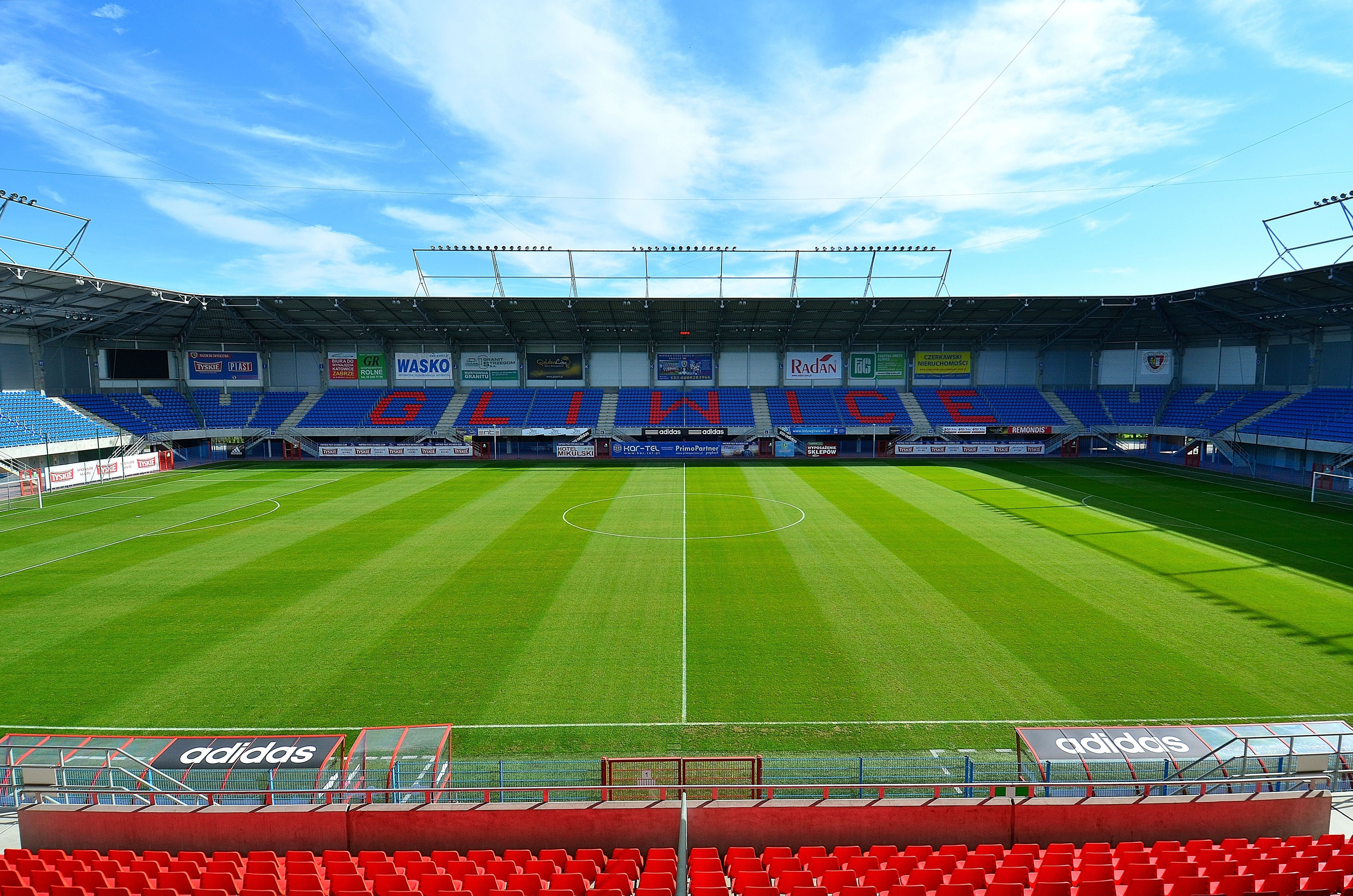
Městský stadion

Piast Gliwice je polský fotbalový klub sídlící ve městě Gliwice. Byl založen roku 1945, hřištěm klubu je Městský stadion v Gliwicích s kapacitou 10 024 diváků. V sezóně 2019/20 hraje Ekstraklasu, nejvyšší polskou ligovou soutěž. V ročníku 2015/16 mužstvo dosáhlo historického umístění, když skončilo na 2. místě ligové tabulky a kvalifikovalo se do druhého předkola Evropské ligy UEFA 2016/17. V sezóně 2018/19 se Piast stal poprvé mistrem polské Ekstraklasy.

## Historické názvy
- (18.06.1945) - KS Piast Gliwice
- (23.05.1946) - KSM Piast Gliwice
- (1947) - ZKSM Piast Gliwice
- (05.03.1949) - ZS Metal Piast Gliwice (sloučení s ZKSM Huta Łabędy, ZKS Walcownia Łabędy, RKS Jedność Rudziniec, RKS PZS Gliwice a ZKS Silesia Gliwice)
- (01.11.1949) - ZKS Stal Gliwice
- (11.03.1951) - ZKS Stal GZUT Gliwice
- (15.03.1955) - ZKS Piast Gliwice
- (20.01.1957) - KS Piast Gliwice
- (01.01.1961) - SKS Piast Gliwice
- (15.03.1964) - GKS Piast Gliwice (sloučení s GKS Gliwice a KS Metal Gliwice)
- (17.10.1983) - MC-W GKS Piast Gliwice
- (12.09.1989) - CWKS Piast-Bumar Gliwice
- (1990) - CWKS Bumar-Piast Gliwice
- (04.04.1990) - KS Bumar Gliwice
- (11.05.1990) - KS Bumar Łabędy (Gliwice)
- (01.07.1990) - KS Bumar Gliwice
- (1991) - KS Piast-Bumar Gliwice
- (01.07.1992) - MC-W GKS Piast Gliwice
- (01.08.1995) - KS Bojków Gliwice (sloučení s KS Bojków Gliwice)
- (15.09.1995) - KS Piast Bojków Gliwice
- (02.09.1996) - GKS Piast Gliwice

## Úspěchy na domácí scéně
- Mistr Ekstraklasy (1): 2018/19
- Vicemistr Ekstraklasy (1): 2015/16
- Postup do Ekstraklasy (2): 2007/08, 2011/12
- Finalista Polského poháru (2): 1978, 1983

## Umístění v jednotlivých sezónách (2003-)
- 2003/04 I liga - 10. místo
- 2004/05 I liga - 13. místo
- 2005/06 I liga - 8. místo
- 2006/07 I liga - 8. místo
- 2007/08 I liga - 3. místo (postup do Ekstraklasy)
- 2008/09 Ekstraklasa - 11. místo
- 2009/10 Ekstraklasa - 16. místo (sestup do I ligy)
- 2010/11 I liga - 5. místo
- 2011/12 I liga - 1. místo (postup do Ekstraklasy)
- 2012/13 Ekstraklasa - 4. místo
- 2013/14 Ekstraklasa - 12. místo
- 2014/15 Ekstraklasa - 12. místo
- 2015/16 Ekstraklasa - 2. místo
- 2016/17 Ekstraklasa - 10. místo
- 2017/18 Ekstraklasa - 14. místo
- 2018/19 Ekstraklasa - 1. místo

## Výsledky v evropských pohárech
| Sezóna  | Soutěž             | Kolo        | Soupeř       | Doma | Venku | Celkem       | Postup  |
| ------- | ------------------ | ----------- | ------------ | ---- | ----- | ------------ | ------- |
| 2013/14 | Evropská liga UEFA | 2. předkolo | Qarabağ FK   | 2:2  | 1:2   | 3:4 (prodl.) | vyřazen |
| 2016/17 | Evropská liga UEFA | 2. předkolo | IFK Göteborg | 0:3  | 0:0   | 0:3          | vyřazen |

## Seznam trenérů
| Období    | Nár.      | Trenér             |
| --------- | --------- | ------------------ |
| 2001–2002 | Polsko    | Krzysztof Zagorski |
| 2003–2004 | Polsko    | Jozef Dankowski    |
| 2004      | Polsko    | Wojciech Borecki   |
| 2004–2006 | Polsko    | Jacek Zieliński    |
| 2006      | Polsko    | Jan Furlepa        |
| 2006–2007 | Polsko    | Boguslaw Pietrzak  |
| 2007–2008 | Polsko    | Piotr Mandrysz     |
| 2008–2009 | Polsko    | Marek Wlecialowski |
| 2009–2010 | Polsko    | Dariusz Fornalak   |
| 2010      | Polsko    | Ryszard Wieczorek  |
| 2010–2014 | Polsko    | Marcin Brosz       |
| 2014–2015 | Španělsko | Ángel Pérez García |
| 2015–2016 | Česko     | Radoslav Látal     |
| 2016      | Česko     | Jiří Neček         |
| 2016–     | Česko     | Radoslav Látal     |

## Známí hráči
| - Jerzy Apostel - Henryk Bałuszyński - Adam Banaś - Lucjan Brychczy - Andrzej Buncol - Jan Buryán - Pavol Cicman | - Collins John - Tomáš Dočekal - Matej Ižvolt - Grzegorz Kasprzik - Jarosław Kaszowski - Adam Kompała - Włodzimierz Lubański | - Joachim Marx - Horst Mnich - Jerzy Musiałek - Jan Polák - Franciszek Smuda - Rudolf Urban - Damian Zbozień |